# Lithospermum decipiens
Lithospermum decipiens är en strävbladig växtart som först beskrevs av J.R.Allison, och fick sitt nu gällande namn av Weakley. Lithospermum decipiens ingår i släktet stenfrön, och familjen strävbladiga växter. Inga underarter finns listade i Catalogue of Life.